# Eugeniusz Wierzyński
Eugeniusz Wierzyński (ur. 16 lipca 1925 w Rzeszowie, zm. 21 października 1984) – polski lekarz dentysta, profesor nadzwyczajny Śląskiej Akademii Medycznej.

## Życiorys
Syn Jakuba, podoficera WP i Idy. Do wybuchu wojny ukończył dwie klasy gimnazjum. W 1940 rozpoczął pracę we Lwowie jako uczeń, następnie laborant i technik dentystyczny. W 1945 przyjechał do Gliwic, gdzie również pracował jako technik dentystyczny, najpierw w prywatnym laboratorium, a później w państwowym. Równocześnie uczęszczał do Liceum dla Dorosłych w Gliwicach; w 1950 złożył egzamin dojrzałości i rozpoczął studia w Oddziale Stomatologicznym Śląskiej Akademii Medycznej, uzyskując w 1955 dyplom lekarza dentysty. W 1955 podjął studia na Wydziale Lekarskim tej samej uczelni. Dyplom ich ukończenia otrzymał w 1960. Od 1951 pracował w Katedrze i Zakładzie Protetyki Dentystycznej ŚlAM jako p.o. asystenta, następnie został asystentem, starszym asystentem, adiunktem. W 1962 uzyskał stopień doktora nauk medycznych na podstawie dysertacji Metoda własna ustalania wysokości zwarcia, napisanej pod kierownictwem doc. Ryszarda Cichowskiego. Habilitował się w 1967 przedstawiając rozprawę Umocowanie dolnych całkowitych protez zębowych za pomocą wkładów dozębodołowych. W 1968 został powołany na stanowisko docenta. Specjalizację II stopnia w zakresie protetyki stomatologicznej uzyskał w 1970. W 1977 został powołany przez rektora ŚAM na zastępcę dyrektora Instytutu Stomatologii. W 1979 otrzymał tytuł profesora nadzwyczajnego. Równolegle zatrudniony był jako kierownik techniczny w Spółdzielni Lekarzy Specjalistów w Gliwicach. Był wykładowcą CMKP w Warszawie i na Wydziale Automatyki Politechniki Śląskiej. Prowadził również szkolenie dla techników dentystycznych w Opolu. Brał udział w międzynarodowych zjazdach naukowych, w wielu ośrodkach całej Europy. Zajmował się biomorfozą narządu żucia, złożonymi koronami kosmetycznymi. Pozostawił po sobie bogaty dorobek naukowy i dydaktyczny. Był autorem 63 artykułów - w tym 3 opublikowanych za granicą - i współautorem 36. Napisał podręcznik Całkowite korony kosmetyczne (1978, 1981). Opracował 200 haseł do Słownika terminologii stomatologicznej (1975, 1984). Był promotorem trzech i recenzentem siedmiu dysertacji doktorskich. Wieloletni członek, skarbnik, a przez 12 ostatnich lat życia prezes Zarządu Oddziału Śląskiego Polskiego Towarzystwa Stomatologicznego. Od 1969 członek OCRI (Kolegium Implantologicznego we Francji). W 1973 powołany na konsultanta i członka kolegium redakcyjnego „Quintessence International Dental Digest” w Chicago. Był także recenzentem „Czasopisma Stomatologicznego” i „Protetyki Stomatologicznej”, a od 1980 zastępcą redaktora naczelnego „Annales Academiae Medicae Silesiensis”. Po wprowadzeniu Stanu Wojennego odmówił poparcia na piśmie WRON. 
Odznaczony m.in.: Krzyżem Kawalerskim OOP, Złotym Krzyżem Zasługi, Medalem Komisji Edukacji Narodowej, dwukrotnie Odznaką „Za wzorową pracę w służbie zdrowia”. Wielokrotnie nagradzany przez rektora uczelni za pracę społeczno-organizacyjną oraz naukową i dydaktyczną. Uhonorowany Złotą Odznaką oraz dyplomem Bene Meritus Polskiego Towarzystwa Stomatologicznego. Wielki przyjaciel młodzieży studenckiej, który nie zdążył odebrać Medalu Komisji Edukacji Narodowej. 
Miłośnik muzyki klasycznej, akwarelista i zapalony pływak. 
Żonaty z Wandą Rotter (lekarz stomatolog, zmarła 5 października 2014 roku), mieli dwoje dzieci: syna Jacka (lekarz laryngolog) i córkę Beatę - Katarzynę (lekarz stomatolog). Zmarł 21 października 1984. Pochowany w Gliwicach.